# 예천 직산재
예천 직산재(禮泉 稷山齋)는 대한민국 경상북도 예천군 호명읍에 있는 조선시대의 재실이다. 2017년 3월 13일 경상북도의 민속문화재 제186호로 지정되었다.

## 지정 사유
직산재는 안동김씨와 아주신씨 두 문중에서 함께 한 재사에서 하나의 산에 위치한 조상의 묘소를 수호하고 묘제를 올리고 있다는 점에서 민속적으로 독특한 사례이다. 16세기 초⋅중엽에 창건된 후, 현재에 이르기까지의 중수와 이건의 과정이 편액된 현판의 내용을 통해 자세하게 파악되며, 강당은 위치에 따른 위계의 표현하기 위하여 원기둥과 네모기둥을 구분하여 사용하고 있고 기둥 위치에 따라 장식적인 익공과 낮은 위계의 민도리 구조를 구분하여 사용하고 있어서 건축계획적인 의도를 분명히 확인할 수 있다. 또한 평면형식, 보머리 가공 형식, 외기도리의 충량과 고미반자를 위한 직각보의 설치 등에서 조선초 형식이 계승되고 있어서 대단히 중요한 건축적 가치가 있는 점 등 문화재로 지정되어 보존되어야 할 가치가 있다고 판단되어, 민속문화재로 지정하기로 한다.

## 세부 내역
| 번호  | 명칭                      | 재료 | 구조·형식·형태   | 규격               | 수량 | 기타특징 |
| ----- | ------------------------- | ---- | ---------------- | ------------------ | ---- | -------- |
| 186호 | 예천 직산재 (醴泉 稷山齋) | 1棟  | 1棟              | 1棟                | 1棟  | 1棟      |
| 186호 | ① 강당                    | 목조 | 홑처마, 팔작지붕 | 정면 4칸, 측면 2칸 | 1棟  |          |

## 안동김씨 보백당 김계행의 묘
재당 오른쪽에는 보백당 김계행의 묘가 있다
일반인의 10배가 넘는 규모와 관리가 잘되어 있어 조선 중기4대부의 공부에 도움이 된다.
마을 입구 직산제일교회 바로 뒤에는 안동김씨 선대의 묘들이 있다.
매년 후손들이 시제를 지내며 마을입구쪽
대덕모텔에서 하루전모이니 참고바란다
2019년 기준 11월 7일 오후 5시
시제는 다음날 오전9시에 지내는 사전에
준비하자
식사는 저녁,아침,점식을 준다

## 참고 문헌
- 예천 직산재 - 국가유산청 국가유산포털